# Asaf Jah V
Pour les articles homonymes, voir Afdhal.
Nabab Mir Tahniyat Afdhal ad-Dawleh, Asaf Jâh V ou Asaf Jâh V est le huitième souverain de la dynastie des Nizâm de l'Hyderâbâd. Il est né le 11 octobre 1827. Il est le fils aîné de Nâsir ad-Dawla Asaf Jâh IV. Après la mort de son père le 16 mai 1857, il monte sur le trône le 18 mai. Il meurt le 26 février 1869 à Hyderâbâd et est enterré dans la mosquée Mecca Masjid.

## Biographie
Mir Turab `Alî Khân Salar Jang est le premier ministre de Nâsir ad-Dawla Asaf Jâh IV depuis 1853. Il reste en place jusqu'en 1883. C'est donc lui qui assure la continuité gouvernementale même pendant le début du règne du très jeune Asaf Jâh VI.
Le 16 mai 1857, Nâsir ad-Dawla Asaf Jâh IV décède.

### Règne
L'année 1857 est très importante pour les Nizâm. Le 18 mai 1857, Afdhâl ad-Dawla succède à son père. Il est reconnu comme souverain (Sudebar) du Deccan sous le nom d'Asaf Jâh V par empereur moghol Muhammad Bahâdur Shâh. Cuthbert Davidson remplace John Low dans la fonction de résident britannique. Le 17 juillet, une mutinerie éclate (Première guerre d'indépendance). Les insurgés prennent Muhammad Bahâdur Shâhcomme symbole de leur révolte. À hyderâbâd, les insurgés attaquent la résidence britannique. Le premier ministre Sir Salar Jang réprime cette révolte avec fermeté. Des troubles semblables se produisent à Sholapur, le maharadja de Sholapur ne parvient pas à réprimer la révolte. Les Britanniques donnent au Nizâm le contrôle de la région et les 2 000 000 de roupies de revenu annuel attenants. En revanche, ils conservent Berâr et les revenus attenants comme spécifié dans le traité de 1853. À la suite de cette révolte l'empereur moghol est arrêté puis condamné pour trahison, il est déposé et exilé à Rangoun en Birmanie où il meurt à l'âge de 82 ans. Les Nizâm ne sont plus les vassaux des Moghols.
En 1858, une nouvelle monnaie dite « Hali Sicca » est créé avec l'inscription « Sicca-e-Nizam ul-Mulk Asaf Jah Bahadur ». Par conséquent la monnaie au nom de l'empereur moghol cesse d'avoir cours dans l'Hyderâbâd. Le ministère des armées est créé, Henry Rocks devient le premier commandant en chef des armées du Nizâm jusqu'en 1874.
Le 31 août 1861, Afdhâl ad-Dawla Asaf Jâh V est promu grand commandeur de « l'ordre de l'étoile des Indes ».
En 1862, George Udny Yule est nommé résident britannique.
En 1867, création d'un « journal officiel » du Gouvernement. Sir Richard Temple est nommé résident britannique.
Le 6 janvier 1867, création d'un ministère des forêts dont Byramji est le premier inspecteur général.
En 1868, le palais de Bashir Bagh est construit par Sir Asman Jah.

### Mort

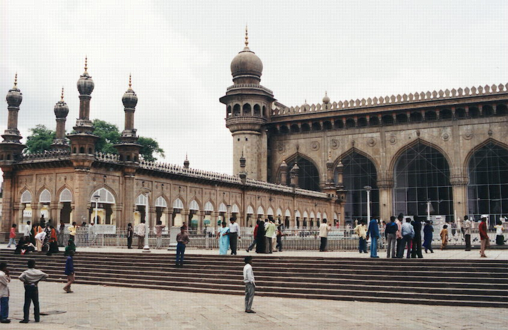
La mosquée Mecca Masjid à Hyderâbâd

Afdhâl ad-Dawla Asaf Jâh V meurt le 26 février 1869 à Hyderâbâd et est enterré dans la mosquée Mecca Masjid. Son dernier fils Mir Mahbub `Alî Khân Bahadur qui a alors moins de 3 ans, lui succède le 6 mars avec le titre d'Asaf Jâh VI.

## Descendance
Afdhâl ad-Dawla Asaf Jâh V a eu quatre fils et six filles.

### Fils
- Mir Iqbal `Alî Khân Bahadur. 7 juin 1858 - 23 septembre 1858.
- Mir Hifazat `Alî Khân Bahadur. 2 mai 1860 - 8 septembre 1861 (épileptique).
- Mir `Alî Raza Khân Bahadur. 1861 - 1862.
- Mir Mahbub `Alî Khân Bahadur. 17 août 1866 – 29 août 1911. C'est lui qui succède à son père[2].